# フェリペ4世騎馬像

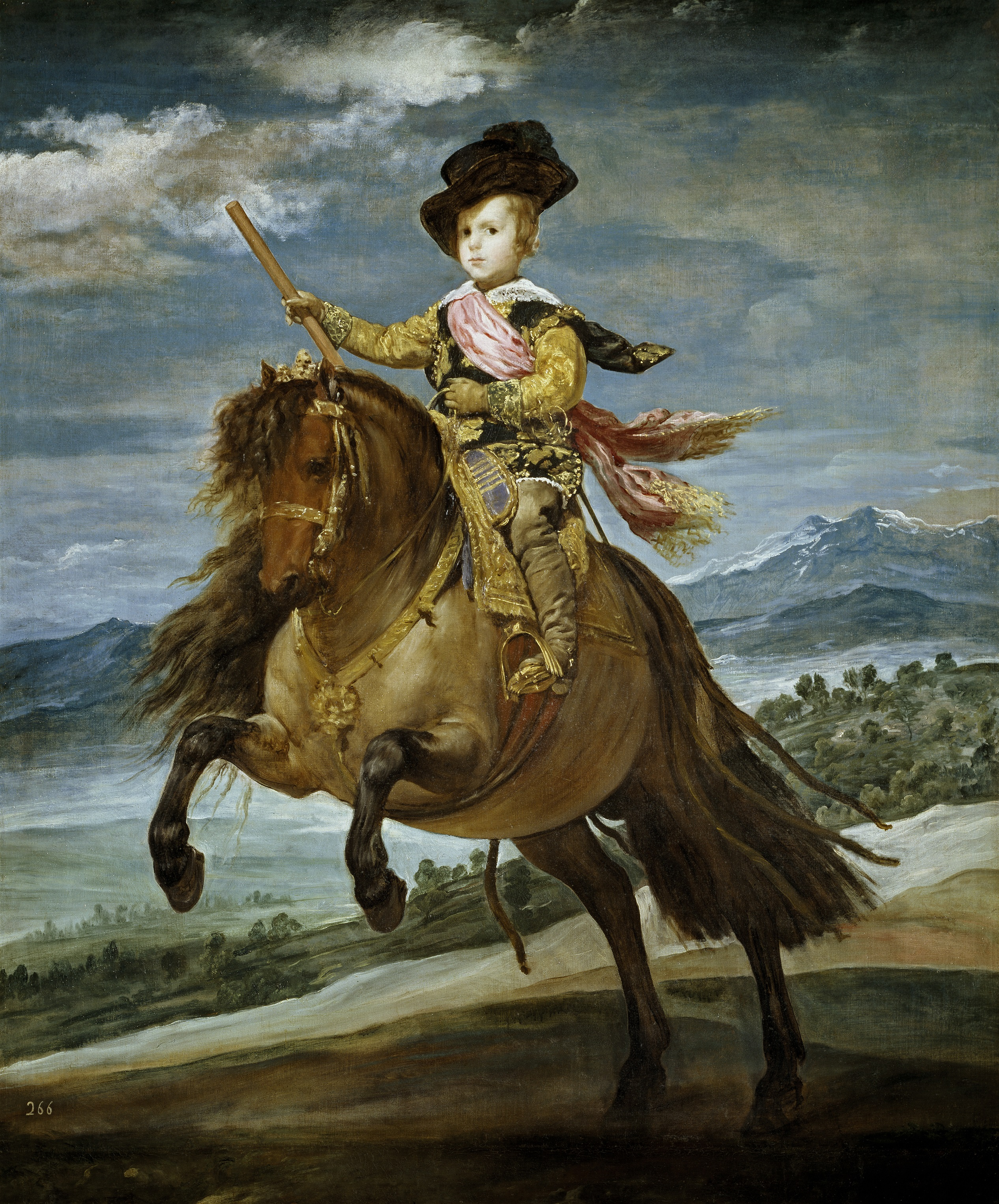
ベラスケス『皇太子バルタサール・カルロス騎馬像』(1635年ごろ)、プラド美術館

ティツィアーノ『カール5世騎馬像』(1648年)、プラド美術館

『フェリペ4世騎馬像』(フェリペよんせいきばぞう、西: Felipe IV, a caballo、英: Equestrian Portrait of　Philip IV) は、バロック期のスペインの巨匠ディエゴ・ベラスケスが1635-1636年ごろに制作したキャンバス上の油彩画で、スペイン国王フェリペ4世の騎馬肖像画である。1635年ごろ、ほぼ竣工したブエン・レティーロ宮殿内の諸王国の間を装飾するために制作された、ベラスケスとほかの画家たちによる騎馬肖像画5点のうちの1点である。作品はマドリードのプラド美術館に所蔵されている。

## 制作の背景
1635年ごろ、マドリードの郊外に造営中であった休息と娯楽のための離宮ブエン・レティーロ宮殿はほぼ完成した。この離宮には唯一の政治的な空間、「諸王国の間」が設けられたが、ここは諸外国の大使や要人が必ず訪れる重要な場所であった。「諸王国の間」は東西にのびる細長いギャラリーのような広間 (約35 X 10メートル)で、南北の壁にはベラスケスの『ブレダの開城』（プラド美術館）やアントニオ・デ・ぺレーダの『ジェノバの救援』（プラド美術館）などスペイン人画家による当時のスペインの戦勝場面を描いた12点の絵画、さらに各絵画間の扉の上にフランシスコ・デ・スルバランによる『ヘラクレス伝』10点の絵画が掲げられた。戦勝画はフェリペ4世の礼賛とスペイン王国の護持を、『ヘラクレス伝』はスペイン建国上の伝説上の英雄ヘラクレスに託して王の徳と不屈の力を象徴するものであった。
「諸王国の間」の東西には、ベラスケスとほかの画家による5点の騎馬像（すべてプラド美術館蔵）が掲げられた。西の壁には玉座を挟んで『フェリペ3世騎馬像』と『王妃マルガリータ・デ・アウストリア騎馬像』、東の壁には扉口を挟んで本作『フェリペ4世騎馬像』と『王妃イサベル・デ・ボルボン騎馬像』が配置され、その扉の上に『皇太子バルタサール・カルロス騎馬像』が掲げられたのである。これら親子3代の騎馬肖像画はスペイン王国の過去、現在、未来にわたる正統なる継承性を象徴するものであった。これら5作の騎馬肖像画のうち、ベラスケス1人の手になるのは質的に高い本作と『皇太子バルタサール・カルロス騎馬像』のみで、ほかの作品は当時の宮廷画家のバルトロメ・ゴンザレス、ビセンテ・カルドゥーチョ、エウヘニオ・カヘスが制作し、後にベラスケスが加筆したと考えられている。

## 作品
「諸王国の間」に掛けられた3点の男性騎馬肖像画では、それぞれの人物が等しくルバード（棹立ち）という統御困難な姿勢の馬にまたがり、黒い帽子を被り、右手に指揮棒を持ち、小さな剣を左腰に差し、胸甲の上にかけたピンク色の飾り帯（最高指揮官を示す標章）を風になびかせ、左手に手綱をとって、王国総司令官として「諸王国の間」の戦勝場面を称揚している。
本作の制作にあたり、ベラスケスはスペインの王室コレクションにあったティツィアーノの『カール5世騎馬像』（プラド美術館）を参照したに違いない。しかし、本作と『カール5世騎馬像』、そして「諸王国の間」のほかの2点の男性騎馬肖像画と違いは本作が完全に横向きのポーズであることである。横向きのポーズはフェリペ4世の肖像画としても、1620年代から1630年代に制作された騎馬肖像としても唯一の作例であり、古代ローマのコインに刻まれた肖像画を思わせ、またイタリア・ルネサンス期の彫刻家ドナテッロの彫像も想起させる。旧マドリード王宮からも見えたグアダラマ山脈を背景に、側面から捉えられた将軍装束の王の姿には何事にも動じない静穏さと威厳が見事に表現されている。
画面左下隅の石の上に見える白い紙片（カルテッリーノ）は、『ブレダの開城』(プラド美術館)、『オリバーレス伯公爵騎馬像』（プラド美術館）などベラスケスがしばしば描いたものであるが、これらの作品に見いだされるカルテッリーノには何も書かれていない。署名をせずとも誰の作品かわかるだろうという画家の自負心の表れであろう。